# Uutuanjoki
Der Uutuanjoki (finnisch) (norwegisch Munkelva, nordsamisch Uvdu) ist ein Fluss im Norden Lapplands.
Der Fluss hat seinen Ursprung nordöstlich des Inarijärvi in Finnisch-Lappland. Er fließt von dort in nordöstlicher Richtung und passiert die norwegische Grenze. Er mündet schließlich in den Munkefjord, einem Seitenfjord von Neidenfjord und Varangerfjord, und in die Barentssee.
Der Uutuanjoki verläuft östlich des Näätämöjoki (norwegisch Neidenelva), der wenige Kilometer nördlich in den Neidenfjord mündet. Das Einzugsgebiet umfasst 402,9 km², wobei 232 km² in Finnland liegen.
Der Fluss und seine Umgebung sind weitgehend unberührt. Lediglich unmittelbar vor der Mündung quert die Europastraße 6 den Fluss.
Der Uutuanjoki eignet sich für Kanu-Touren. Im Fluss gibt es Lachse und Meerforellen.
Ein Großteil des Einzugsgebiets in Finnland befindet sich im Vätsäri-Wildnisgebiet (Vätsärin erämaa). Die Mündung liegt im Neiden- und Munkefjord-Naturreservat.